# Lessingianthus glomeratus
Lessingianthus glomeratus là một loài thực vật có hoa trong họ Cúc. Loài này được (Baker ex Warm.) H.Rob. mô tả khoa học đầu tiên năm 1988.